# شيبونوف 2أي42
شيبونوف 2A42 هو مدفع آلي سوفيتي/ روسي عيار 30 مم. صنع من قبل شركة تولاماشزافود المساهمة. 

## الذخيرة
يطلق مدفع 2A42 ذخيرة بحجم 30×165, وهي خرطوشة تم عرضها في السبعينيات من قبل الإتحاد السوفيتي, لتحل محل خراطيش المدفع الآلي عيار 30 ملم السابقًة. الأسلحة الأخرى التي تستخدم هذا الحجم من الخراطيش, تشمل المدافع الآلية 2A38 و 2A38M و 2A72 الخاص بحلول المركبات والمروحيات والدفاع الجوي المحتلفة, بالإضافة إلى العديد من مدافع القوات البحرية والجوية أحادية وثنائية وسداسية الفوهات. ذخيرة 2A42 و 2A38 و 2A38M و 2A72, الخاصة بمدافع القوات البحرية والجوية تستخدم فيها فتيلة كهربائية, وبالتالي فإنه من غير الممكن إستبذالها مع أنواع الذخيرة الأرضية, على الرغم من انها من نفس حجم مغلف الخرطوشة.  

## المنصات

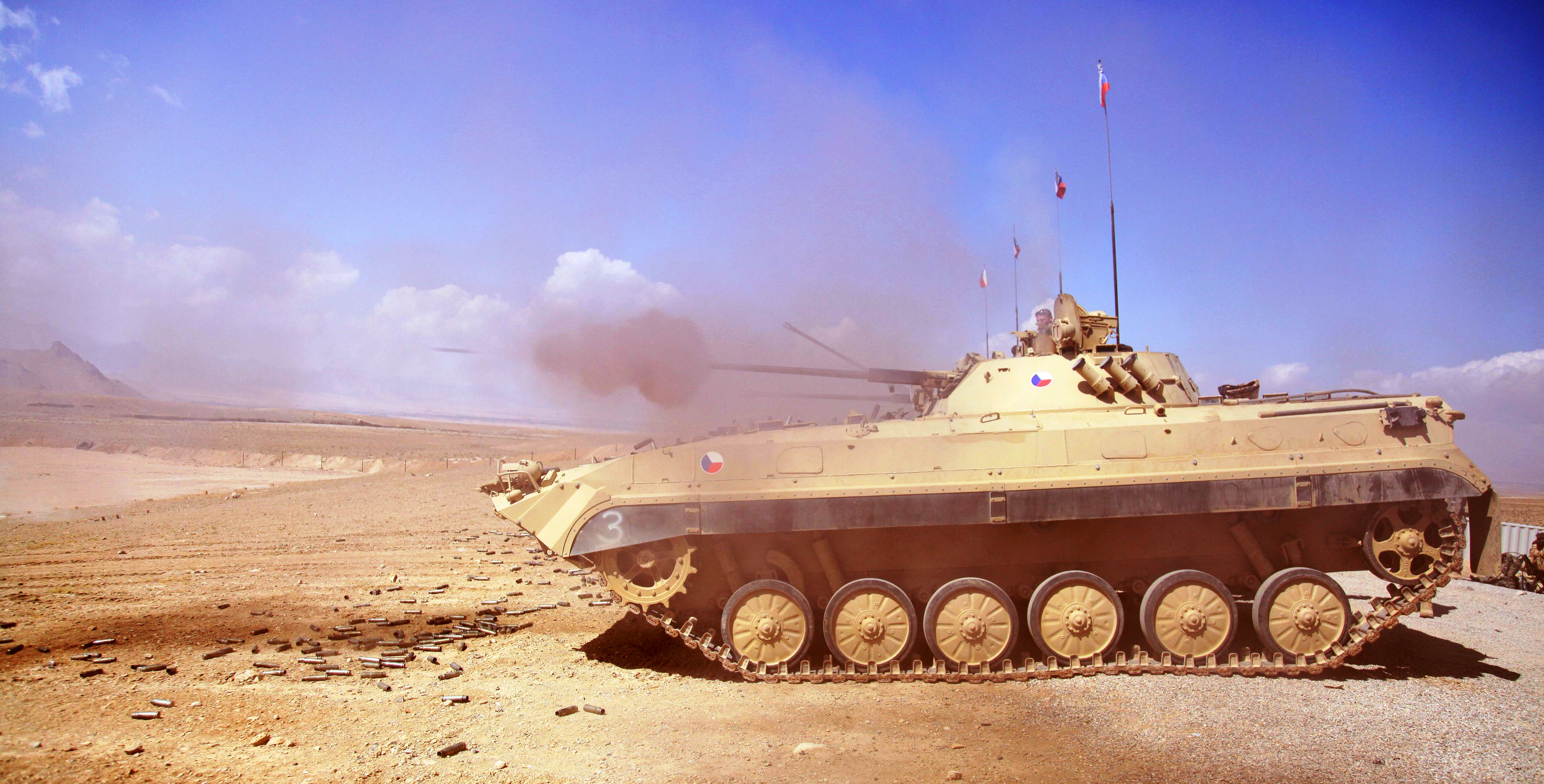
BMP-2 تشيكية الصنع في أفغانستان ، 2010.

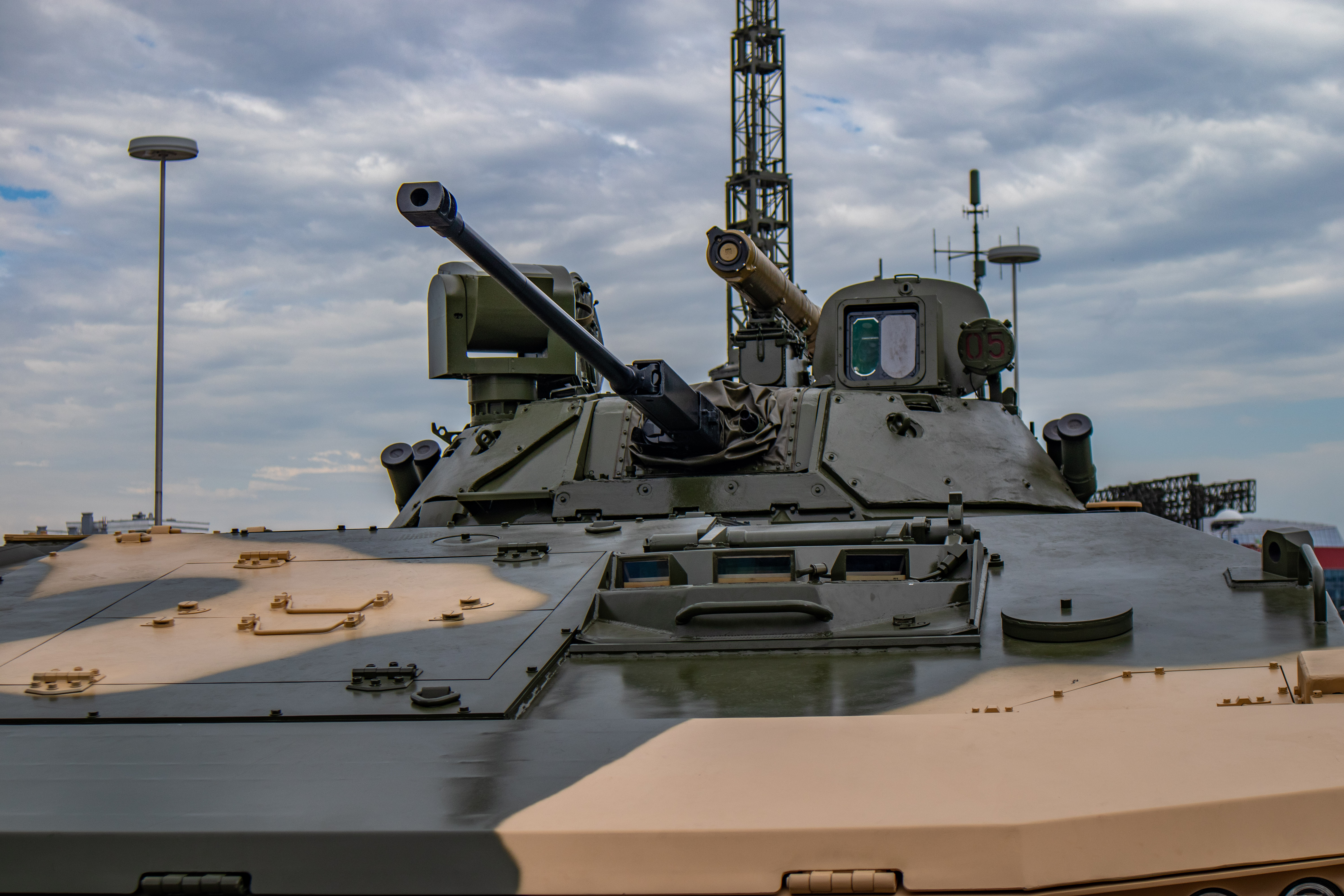
برج Volat V2 APC بيلاروسي الصنع ، 2021.

تم استخدام المدفع الآلي منذ الثمانينيات على المنصات التالية:
مركبات قتال المشاة
- 2T ستوكر
- إم تي-إل بي M 6 ميجا بايت
- بي إم بي-1 AM (2A72)
- بي إم بي-2
- بي إم بي-3 (2A72)
- بي إم دي-2
- بي إم دي-3
- بي إم بي-4 (2A72)
- بي تي أر-80 A (2A72)
- بي تي أر 82A (2A72)
- بي تي أر-87
- بي تي أر-90
- بي تي أر-تي
- تيرمينيتر
- فهد 280-30
- بوراج
- تي -15 أرماتا
- في بي كيه-7829 بومرنغ
- كورغانيتس -25
- لازار 3
- سكوربيون آي اف في (2A72)
- توروس
- توسان IFV
- ZBD-86 A (2A72)
- دبليو زد 551 بي (2A72)
- زد بي دي-03 (2A72)
- زد بي دي-04 (2A72)
- زد بي دي-05 (2A72)
- زد بي إل-08 (2A72)

مركبة مدرعة مضادة للكمائن والألغام.
- كيه-4386 كاماز تايفون-في دي في [4]

عربة برية غير مأهولة
- بارز BRShM (2A72)
- أوران 9 (2A72) [5]
- اودار UGV
- فيخر UGV (2A72)

مروحيات هجومية
- ميل مي 28
- كاموف كا 29 تيرا بايت
- كاموف كا 50
- كاموف كا 52

## المستخدمون
المشغلين الحاليين
- الجزائر
- الصين[6]
- مصر
- فنلندا
- عراق
- ايران
- الاتحاد الروسي
- صربيا
- جمهورية التشيك

المشغلين السابقين
- الاتحاد السوفيتي
- تشيكوسلوفاكيا

## أنظر أيضا
- قائمة الأسلحة الروسية
- 2A42 كوبرا
- 2 أ 46
- بندقية M242 بوشماستر 25 ملم
- بندقية ميداك

## روابط خارجية
- مدفع آلي 2A42 على الموقع الرسمي لـ KBP نسخة محفوظة 27 ديسمبر 2016 على موقع واي باك مشين.
- مدفع آلي 2A42 على الموقع الرسمي لتولاماشزود[وصلة مكسورة]